# كامبو نوفو دو بارسيس
كامبو نوفو دو باريشيس بلدية في ولاية ماتو جروسو في المنطقة الوسطى الغربية من البرازيل.